# Distritos de Palma de Mallorca

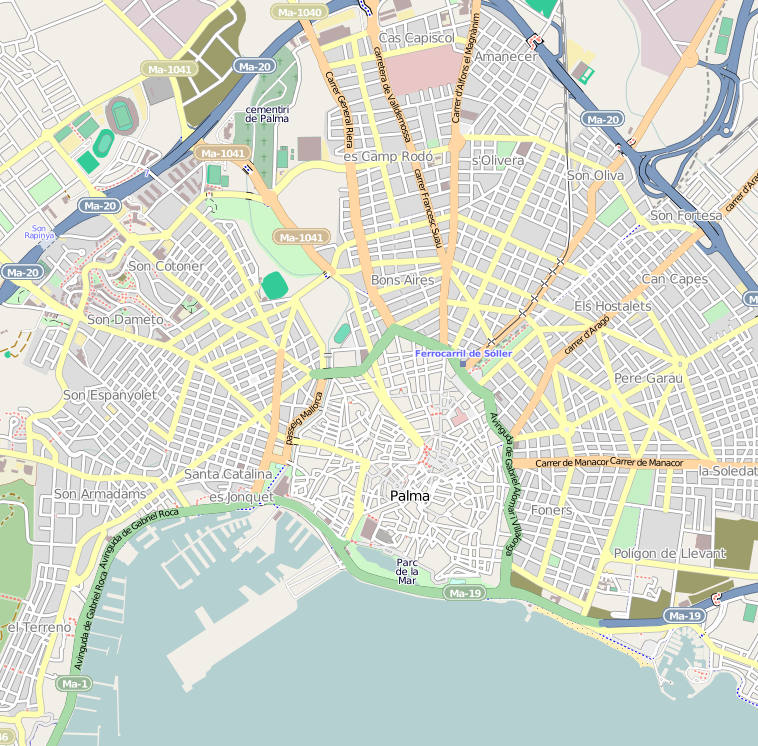
Palma de Mallorca

Con el objetivo de la desconcentración y buscando la participación ciudadana, el municipio español de Palma de Mallorca se divide en cinco distritos diferentes. Todos ellos están organizados mediante una Junta Municipal de Distrito con su correspondiente delegado, oficinas administrativas, y representantes de las asociaciones vecinales de la zona.
El municipio de Palma de Mallorca y su división por distritos se rige por el Reglamento orgánico de Distritos de Palma de Mallorca, que fue acordado por su ayuntamiento durante el pleno del 25 de noviembre de 2004.

## Distritos y barrios
La ciudad de Palma de Mallorca (España) se divide administrativamente en cinco distritos, que a su vez se subdividen en 89 barrios:
|  | Distrito       | Población (2018) | Barrios |
|  | -------------- | ---------------- | --- |
|  | Centro         | 26.147           | La Calatrava, Cort, Jaime III, La Lonja-Borne, Mercat, La Misión, Montesión, Plaza de los Patines, San Pedro, San Jaime, San Nicolás, La Seo, Sindicato, Zona portuaria y Cabrera |
|  | Levante        | 153.624          | Marqués de la Fuensanta, Son Rullán, Virgen de Lluch, Son Cladera, El Vivero, El Rafal Viejo, Son Fortesa Norte, Estadio Balear, Son Fortesa Sur, Son Gotleu, Can Capes, Son Canals, La Soledad Norte, Pedro Garau, Foners, Polígono de Levante, La Soledad Sur, Son Malherido, Aeropuerto, El Pilarín, Son Ferriol, La Aranjasa, San Jorge, La Casa Blanca   |
|  | Norte          | 90.724           | Secar de la Real, Establiments, Son Espanyol, Son Sardina, Cas Capiscol, Campo Redondo, Buenos Aires, Plaza de Toros, Son Oliva, Amanecer, s'Olivera, La Indiotería (urbano), La Indiotería (rural), Archiduque |
|  | Playa de Palma | 41.541           | El Arenal, Son Riera, Can Pastilla, Can Pere Antoni, Coll de Rabasa, Las Maravillas y El Molinar |
|  | Poniente       | 112.006          | Sant Agustí, Cala Mayor, Portopí, La Bonanova, Génova, El Terreno, Bellver, Son Armadams, Sa Teulera, Son Espanyolet, Son Dureta, Santa Catalina, El Jonquet, Son Peretó, Son Flor, Son Serra-La Vileta, Son Roca, Son Ximelis, Son Anglada, Son Rapiña, Los Almendros-Son Pacs, Son Xigala, Son Vida, Son Cotoner, Son Dameto, Campo de Serralta, El Fortín, |
|  | TOTAL          | 424,042          | |

## Equipamientos
Las infraestructuras que más o menos hay en cada barrio son las siguientes:
- Autobuses urbanos con una línea al menos, y que es radial hacia el centro de la ciudad, perteneciente a la red de la Empresa Municipal de Transportes de Palma de Mallorca.
- Centros educativos de Educación Primaria y Secundaria públicos y concertados que más o menos cubren la escolarización del 100% de la población en edad escolar.
- Algunos poseen un centro sanitario de atención primaria.
- Mercadillo de venta ambulante.
- Uno o varios supermercados de tipo medio, de las diferentes cadenas de distribución.
- Pequeño comercio y talleres artesanos de servicios varios.
- Una o varias asociaciones de vecinos.
- Celebración de alguna fiesta patronal del barrio.
- Iglesia parroquial.
- Algunos tienen un centro cívico dependiente del ayuntamiento.

Como carencias más significativas de muchos barrios, destacan la escasez de zonas de ocio, zonas verdes, zonas deportivas de uso público, espacios o residencias para las personas mayores o déficit de plazas de aparcamiento para residentes.

## Galería de imágenes

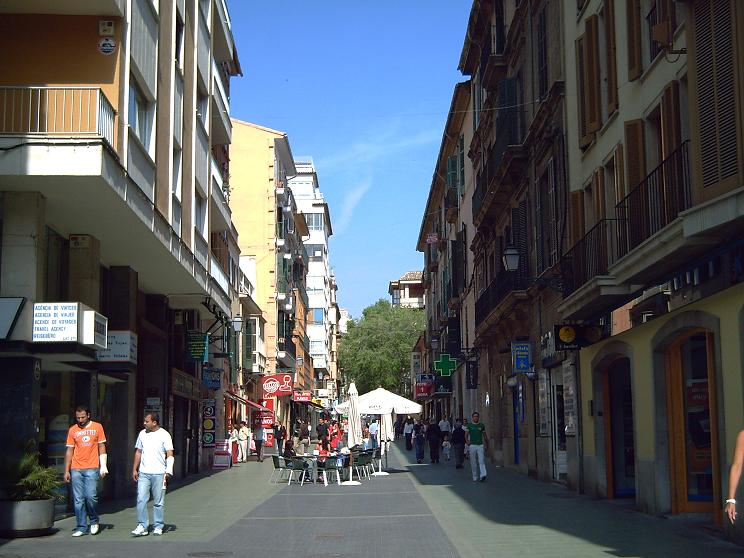
Calle de los Olmos, ubicada en el distrito Centro.
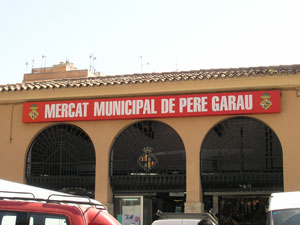
Edificio del Mercado de Pedro Garau situado en el barrio homónimo, en el distrito Levante.
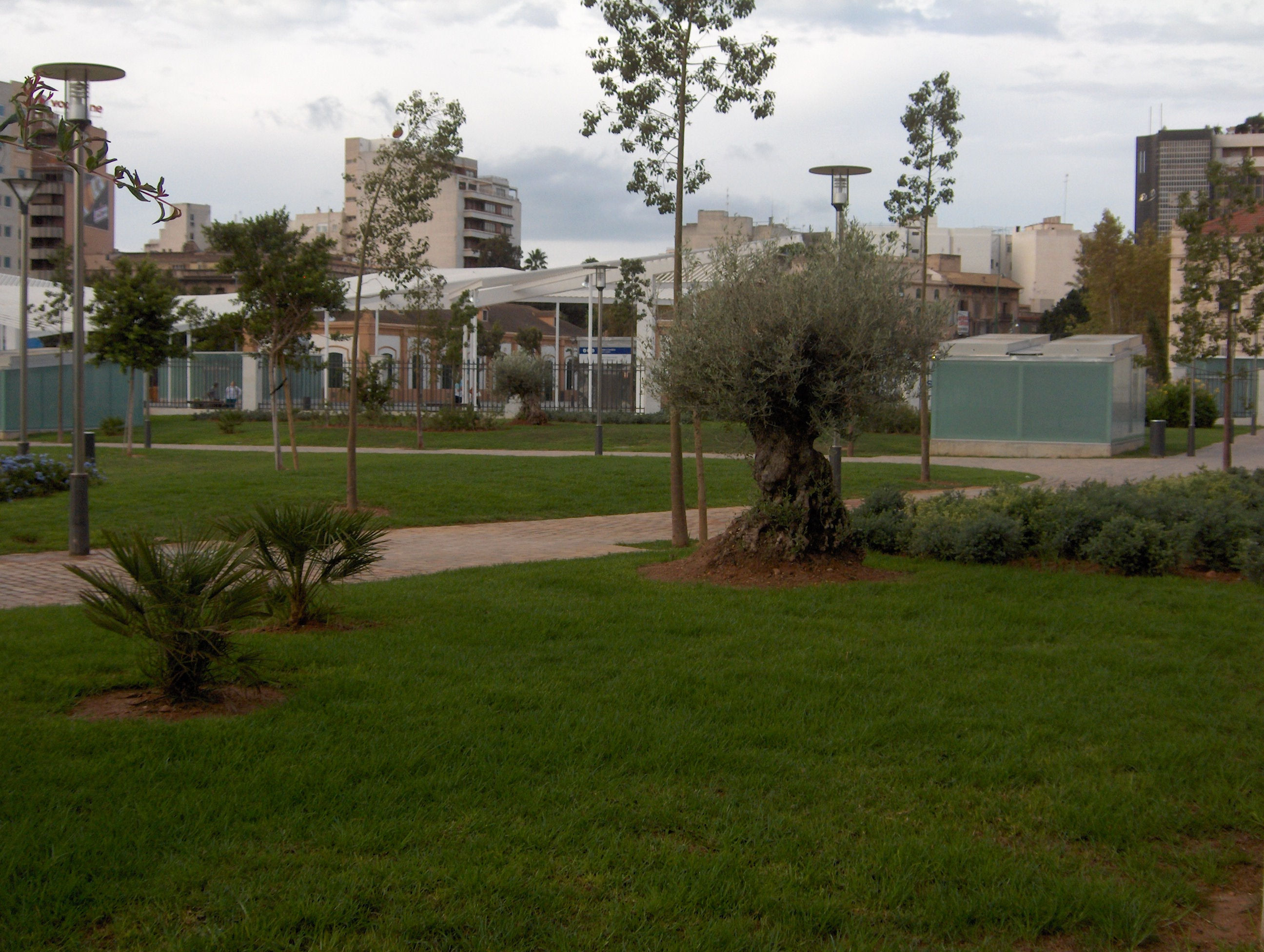
El parque de las Estaciones, que pertenece al distrito Norte.
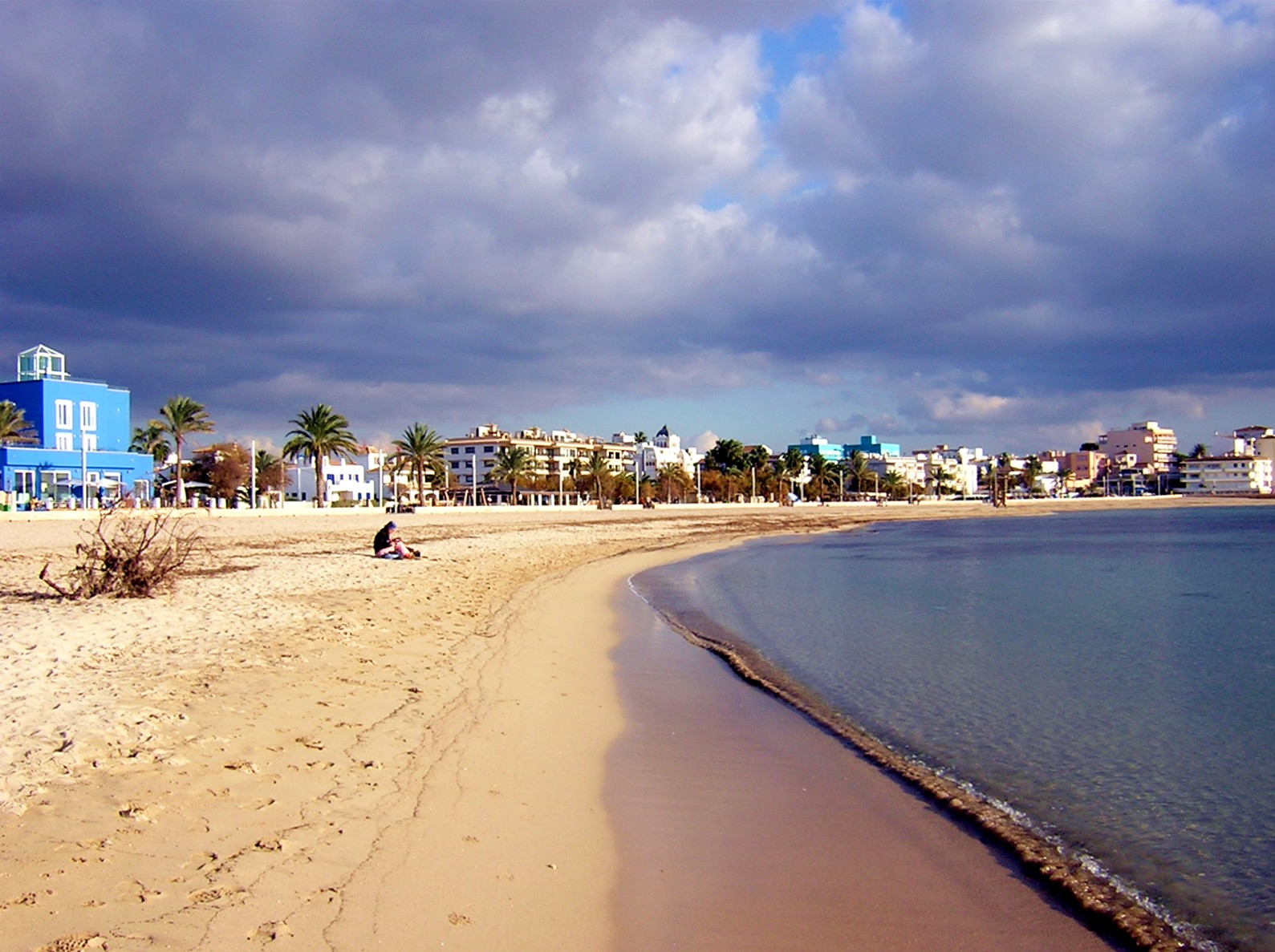
La playa de Ciudad Jardín, ubicada en el distrito Playa de Palma.
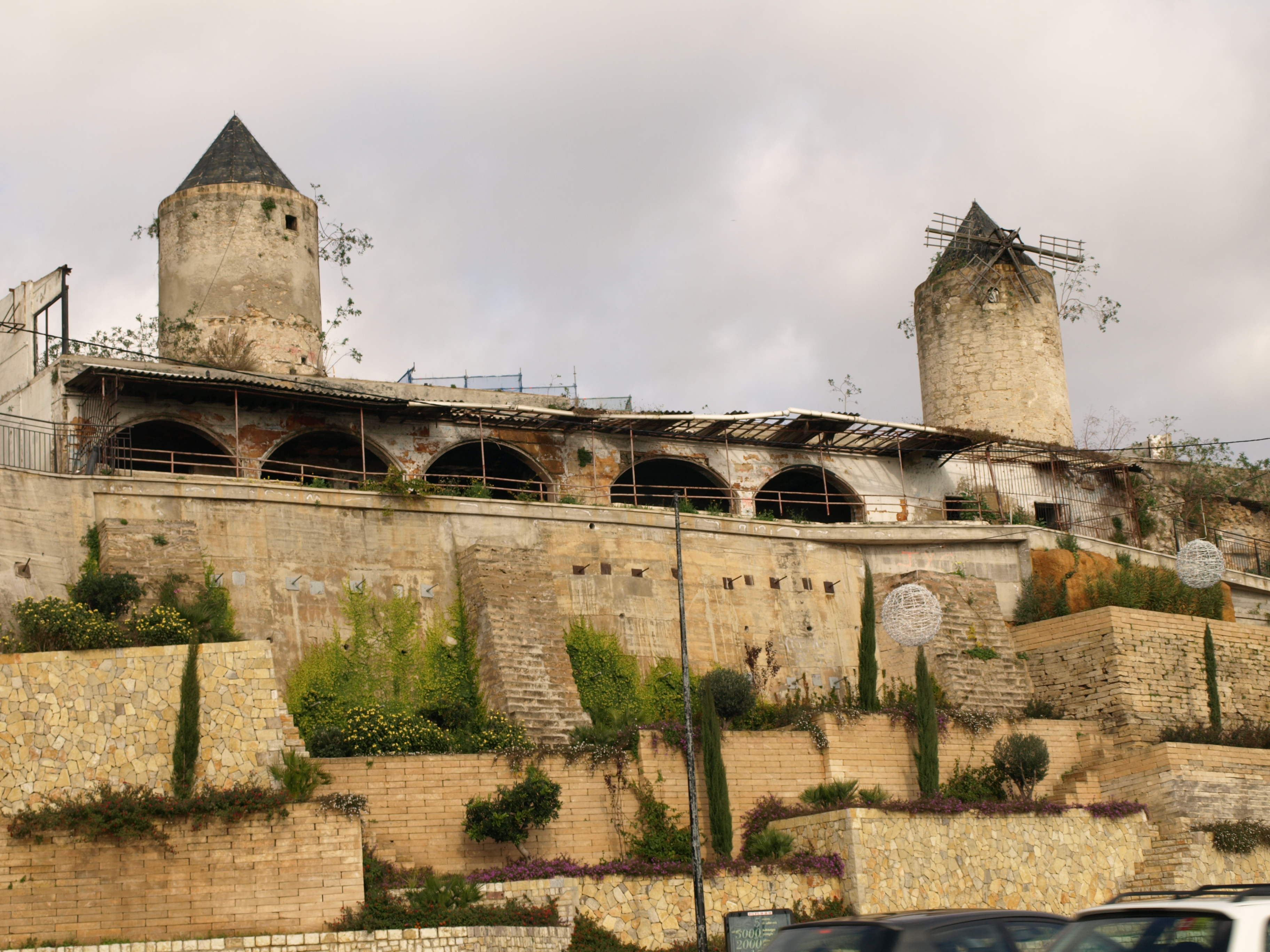
Molinos de el Jonquet, cuya ubicación es el distrito Poniente.